# Trudeaumanie
Pour les articles homonymes, voir Trudeau.
La trudeaumanie était le surnom donné au grand engouement suscité par l'entrée en politique canadienne de Pierre Elliott Trudeau en 1968.
Beaucoup de jeunes au Canada à cette époque étaient influencés par la contre-culture des années 1960 et s'identifiaient à Trudeau, perçu comme jeune, énergique et anticonformiste. Il était effectivement facile pour les jeunes de cette époque de s'identifier à cet homme ; il avait déjà été un sympathisant marxiste et avait milité au sein du Co-operative Commonwealth Federation, le parti social-démocrate précurseur du Nouveau Parti démocratique. Les jeunes étaient également attirés par ses positions sur les droits de la personne, incluant les droits des homosexuels et les droits des femmes (en tant que ministre de la Justice sous Lester Pearson, il a légalisé l'homosexualité et libéralisé les lois sur le divorce).
Trudeau était admiré par ses fans pour son style décontracté et ses relations avec des personnes célèbres. Beaucoup de jeunes étaient impressionnés par son charme et son apparence, et il s'attira bon nombre d'admirateurs à travers tout le pays. Il était souvent interpelé dans la rue pour signer un autographe ou se faire prendre en photo avec un de ses partisans.
La trudeaumanie commence à s'essouffler lorsque Pierre Trudeau épouse Margaret Sinclair en 1971, mais il demeure aujourd'hui l'un des politiciens et premiers ministres canadiens les plus adulés et admirés (et aussi l'un des plus détestés, notamment dans les provinces de l'Ouest, chez les intellectuels conservateurs et dans une large part de la société québécoise en raison de son antinationalisme dogmatique). En 2004, il fut voté le troisième plus grand Canadien par les téléspectateurs de la CBC, derrière le père du système de santé universel Tommy Douglas et le militant pour le cancer Terry Fox.
Aujourd'hui, la trudeaumanie est évoquée avec nostalgie au Canada central, alors qu'on se la rappelle avec un dégoût quasi-universel dans l'Ouest canadien. Ce mépris est partagé par les Québécois, en particulier les souverainistes québécois. Ce fut un phénomène unique en politique canadienne qui a transformé un politicien en icône de la culture populaire.
Le terme a aussi été utilisé par plusieurs journalistes pour décrire le phénomène de popularité de Justin Trudeau, fils de Pierre Elliott Trudeau, lorsqu'il devient premier ministre à la suite des élections de 2015,,.